# Mont-Saint-Éloi
Mont-Saint-Éloi là một xã trong tỉnh Pas-de-Calais, vùng Hauts-de-France, Pháp.
Mont-Saint-Éloi có cự ly 5 dặm (8 km) về phía tây bắc của Arras, tại giao lộ của D341 và D49, hai bên bờ sông Scarpe.

## Dân số
| 1962                                                              | 1968 | 1975 | 1982 | 1990 | 1999 | 2006 |
| ----------------------------------------------------------------- | ---- | ---- | ---- | ---- | ---- | ---- |
| 1031                                                              | 1042 | 1056 | 1023 | 982  | 1018 | 1033 |
| Số liệu điều tra dân số tính từ năm 1962, dân số chỉ tính một lần |      |      |      |      |      |      |

## Địa điểm nổi bật
- Nhà thờ St.Joseph, thế kỷ 16.
- Lâu đài thế kỷ 18 Écoivres.